# Le Carrefour (journal, Bakou)
Pour les articles homonymes, voir Carrefour (homonymie) et Le Carrefour (journal, Québec).
Le Carrefour (Yol qovşağı) est un hebdomadaire gratuit publié à Bakou, Azerbaïdjan, l'unique titre de presse francophone publié et diffusé dans le pays.

## Histoire
Le Carrefour est créé en 2007 par Zeynab Kazimova. Le site internet du journal est lancé en 2009,.

## Description
Le Carrefour est publié à Bakou par la Société générale d'édition. Avec Le Carrefour, Zeynab Kazimova ouvre une nouvelle section de l'UPF en Azerbaïdjan.